# CD riscrivibile

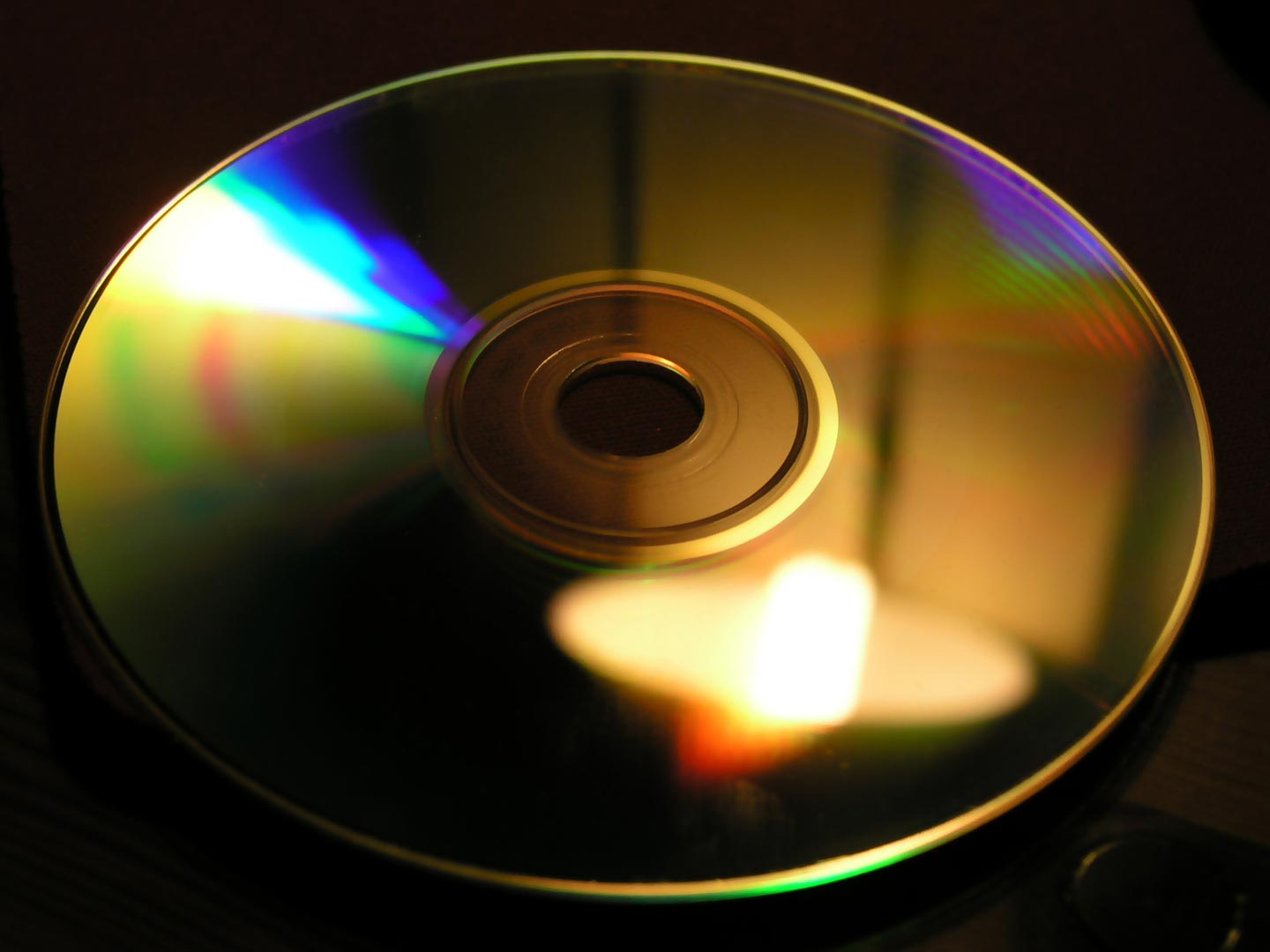
I CD-RW si riconoscono in genere per il colore più scuro del substrato registrabile

Il CD riscrivibile (in inglese Compact disc - Rewritable, abbreviato CD-RW) è un tipo di disco ottico della serie dei compact disc, in cui i dati possono essere modificati anche dopo la prima masterizzazione. Noto con il nome di CD-E (CD-Erasable, CD cancellabile) durante il suo sviluppo, è stato introdotto nel 1997. Mentre in un Compact disc le informazioni sono permanentemente stampate nel suo substrato plastico, un CD-RW contiene uno strato registrabile formato da una lega di argento, indio, antimonio e tellurio. Un laser infrarosso viene usato per scaldare selettivamente delle aree del substrato cristallino portandolo in uno stato amorfo, oppure per riportarlo al suo stato cristallino originario, a temperatura più bassa. La differenza di riflettanza delle diverse aree simula l'effetto delle fosse e delle aree pianeggianti di un CD preregistrato.

## Caratteristiche
È possibile riscrivere 700 MB di dati per circa 1000 volte. A parte la possibilità di cancellare completamente un disco, i CD-RW sono molto simili ai normali CD-R e soggetti alle stesse restrizioni: ad esempio si possono aggiungere sessioni a un CD registrato, ma non si può scrivere selettivamente, e le sessioni devono essere chiuse prima di essere lette nei lettori CD-ROM o nei riproduttori. Il file system UDF 1.5 permette la scrittura casuale di un CD-RW, limitando però la sua capacità a circa 530MB. In questa modalità un CD-RW può essere usato in maniera simile a un disco rigido: questo è possibile grazie ad una particolare struttura del CD stesso, che permette alla TOC (table of contents) di essere modificabile. La funzione deve essere supportata dal software di masterizzazione.
I CD-RW scritti non rispettano gli standard Red Book o Orange Book Parte II dei CD preregistrati o registrabili; ad esempio non rispettano i livelli di rumore, a causa della riflettività ridotta. Di conseguenza i CD-RW non possono essere letti nei lettori CD-ROM costruiti prima del 1997. I CD-R sono considerati una tecnologia migliore per l'archiviazione di dati, dal momento che i dati non possono essere modificati e i produttori dichiarano una maggiore longevità del supporto.
I CD-RW devono essere cancellati prima di essere usati. Si possono usare diverse tecniche di cancellazione, ad esempio la cancellazione "completa", in cui l'intera superficie del disco viene azzerata, oppure "veloce", in cui sono cancellati solo i metadati (PMA, TOC e pregap), che comprendono solo una piccola percentuale della superficie. La cancellazione veloce è, ovviamente, più rapida ed è in genere sufficiente a permettere la riscrittura del disco. La cancellazione completa, con cui si rimuovono completamente i dati precedenti, è utile per la confidenzialità.